# Hymenochaete ustulata
Hymenochaete ustulata är en svampart som beskrevs av G.A. Escobar ex J.C. Léger 1990. Hymenochaete ustulata ingår i släktet Hymenochaete och familjen Hymenochaetaceae.   Inga underarter finns listade i Catalogue of Life.